# ФК Славен Белупо
Футболен клуб Славен Белупо Копривница (на канури: Nogometni klub Slaven Belupo Koprivnica) е хърватски футболен отбор от град Копривница в северната част на страната. Играе домакинските си мачове на стадион Градски, който е с капацитет от 4000 седящи места. Най-големият успех в историята на клуба е през сезон 2008/09, когато Славен Белупо успява да отстрани гръцкия Арис Солун за купата на УЕФА след победа с 2:0 у дома и загуба с 0:1 като гост.

## Успехи
- Първа лига:
  -  Сребърен медал (1): 2007/08
    -  Бронзов медал (1): 2011/12
- Купа на Хърватия:
  -  Финалист (3): 2006/07, 2015/16, 2024/25